# Großer Preis von Frankreich 1996
Der Große Preis von Frankreich 1996 (offiziell LXXXII French Grand Prix) fand am 30. Juni auf dem Circuit de Nevers Magny-Cours in Magny-Cours statt und war das neunte Rennen der Formel-1-Weltmeisterschaft 1996.

## Berichte

### Hintergrund
Nach dem Großen Preis von Kanada führte Damon Hill in der Fahrerwertung mit 21 Punkten vor Jacques Villeneuve und mit 27 Punkten vor Michael Schumacher. In der Konstrukteurswertung führte Williams-Renault mit 50 Punkten vor Ferrari und mit 57 Punkten vor Benetton-Renault.
Andrea Montermini bestritt seinen letzten Grand Prix.
Für Forti sollte es der letzte Rennstart werden, da sich die Fahrer bei den nachfolgenden Rennen aufgrund der 107-Prozent-Regel nicht mehr qualifizieren konnten.
Mit Schumacher (zweimal) und Hill (einmal) traten zwei ehemalige Sieger zu diesem Grand Prix an.

### Training
Vor dem Rennen fanden zwei Trainingseinheiten statt: Die erste am Freitagmorgen und die zweite am Samstagmorgen.
Im ersten freien Training am Freitag erzielte Mika Häkkinen im McLaren-Mercedes mit einer Zeit von 1:17,673 Minuten die Bestzeit vor Olivier Panis im Ligier und Gerhard Berger im Benetton-Renault.
Am Samstag, dem zweiten freien Training konnte sich Rubens Barrichello im Jordan-Peugeot mit einer Zeit von 1:19,525 Minuten die Bestzeit vor Häkkinen und Martin Brundle sichern.

### Qualifying
Schumacher sicherte sich mit einer Zeit von 1:15,989 Minuten knapp die Pole-Position vor Hill und Jean Alesi. Villeneuve hatte einen schweren Unfall, bei welchem er mit der linken Seite des Wagens in die Leitplanken krachte. Er konnte sich dennoch als Sechster qualifizieren.
Eddie Irvine hatte sich als 10. qualifiziert, aber alle seine Qualifikationszeiten wurden gestrichen und er wurde ans Ende der Startaufstellung zurückgestuft, nachdem sich herausstellte, dass einer der Luftabweiser an seinem Ferrari zu hoch war. Am Rennen durfte er allerdings teilnehmen.

### Warm Up
Die Fahrer gingen am Sonntagmorgen zu einer 30-minütigen Aufwärmsitzung auf die Strecke. Villeneuve war Schnellster vor Alesi und Häkkinen.

### Rennen
Pole-Setter Schumacher hatte in der Einführungsrunde einen Motorschaden und konnte das Rennen daher nicht starten.
Hill erwischte einen guten Start und behielt die Führung des Rennens vor Alesi, Häkkinen, Berger und Villeneuve. Der Engländer begann sofort, einen deutlichen Vorsprung gegenüber seinen Verfolgern herauszufahren, während sein Teamkollege Villeneuve, nachdem er Berger in der ersten Runde überholt hatte, Häkkinens dritten Platz angriff.
Die Fahrer fuhren in dieser Reihenfolge bis zur ersten Serie von Boxenstopps weiter, bei denen Villeneuve, der zuletzt tankte, an Häkkinen vorbeikam. In der 37. Runde überholte der Kanadier auch Alesi und fuhr dann mehrmals die schnellste Runde des Rennens, um näher an seinen Teamkollegen heranzukommen. Hill meisterte den Vorsprung jedoch ohne Probleme und holte sich seinen sechsten Saisonsieg vor Villeneuve. Dritter wurde Alesi. Die restlichen Punkteplatzierungen belegten Berger und die beiden McLaren-Piloten Häkkinen und David Coulthard. Renault-Motoren erzielten ihr bestes Ergebnis mit einem Vierfachsieg von Hill, Villeneuve, Alesi und Berger und glichen damit Hondas Erfolg beim Großen Preis von Großbritannien 1987 aus.
Johnny Herbert wurde nach dem Rennen disqualifiziert, da sich im Nachhinein herausstellte, dass der vordere Abweiser an seinen Sauber zu groß war.
Villeneuve sicherte sich mit 1:18,610 Minuten die schnellste Rennrunde.
Sowohl in der Fahrer- als auch in der Konstrukteurswertung blieben die ersten drei Positionen unverändert. Hill und Williams-Renault konnten ihren Vorsprung jeweils ausbauen.

## Meldeliste
| Team                        | Nr. | Fahrer                | Chassis        | Motor                 | Reifen |
| --------------------------- | --- | --------------------- | -------------- | --------------------- | ------ |
| Scuderia Ferrari SpA        | 01  | Michael Schumacher    | Ferrari F310   | Ferrari 3.0 V10       | G      |
| Scuderia Ferrari SpA        | 02  | Eddie Irvine          | Ferrari F310   | Ferrari 3.0 V10       | G      |
| Mild Seven Benetton Renault | 03  | Jean Alesi            | Benetton B196  | Renault 3.0 V10       | G      |
| Mild Seven Benetton Renault | 04  | Gerhard Berger        | Benetton B196  | Renault 3.0 V10       | G      |
| Rothmans Williams Renault   | 05  | Damon Hill            | Williams FW18  | Renault 3.0 V10       | G      |
| Rothmans Williams Renault   | 06  | Jacques Villeneuve    | Williams FW18  | Renault 3.0 V10       | G      |
| Marlboro McLaren Mercedes   | 07  | Mika Häkkinen         | McLaren MP4/11 | Mercedes-Benz 3.0 V10 | G      |
| Marlboro McLaren Mercedes   | 08  | David Coulthard       | McLaren MP4/11 | Mercedes-Benz 3.0 V10 | G      |
| Ligier Gauloises Blondes    | 09  | Olivier Panis         | Ligier JS43    | Mugen-Honda 3.0 V10   | G      |
| Ligier Gauloises Blondes    | 10  | Pedro Diniz           | Ligier JS43    | Mugen-Honda 3.0 V10   | G      |
| B&H Total Jordan Peugeot    | 11  | Rubens Barrichello    | Jordan 196     | Peugeot 3.0 V10       | G      |
| B&H Total Jordan Peugeot    | 12  | Martin Brundle        | Jordan 196     | Peugeot 3.0 V10       | G      |
| Red Bull Sauber Ford        | 14  | Johnny Herbert        | Sauber C15     | Ford Zetec-R 3.0 V10  | G      |
| Red Bull Sauber Ford        | 15  | Heinz-Harald Frentzen | Sauber C15     | Ford Zetec-R 3.0 V10  | G      |
| Footwork Hart               | 16  | Ricardo Rosset        | Footwork FA17  | Hart 3.0 V8           | G      |
| Footwork Hart               | 17  | Jos Verstappen        | Footwork FA17  | Hart 3.0 V8           | G      |
| Tyrrell Yamaha              | 18  | Ukyō Katayama         | Tyrrell 024    | Yamaha 3.0 V10        | G      |
| Tyrrell Yamaha              | 19  | Mika Salo             | Tyrrell 024    | Yamaha 3.0 V10        | G      |
| Minardi Team                | 20  | Pedro Lamy            | Minardi M195B  | Ford EDM 3.0 V8       | G      |
| Minardi Team                | 21  | Giancarlo Fisichella  | Minardi M195B  | Ford EDM 3.0 V8       | G      |
| Forti Grand Prix            | 22  | Luca Badoer           | Forti FG03     | Ford Zetec-R 3.0 V8   | G      |
| Forti Grand Prix            | 23  | Andrea Montermini     | Forti FG03     | Ford Zetec-R 3.0 V8   | G      |

## Klassifikationen

### Qualifying
| Pos.                                                                       | Fahrer                | Konstrukteur       | Zeit       | Start |
| -------------------------------------------------------------------------- | --------------------- | ------------------ | ---------- | ----- |
| 01                                                                         | Michael Schumacher    | Ferrari            | 1:15,989   | 01    |
| 02                                                                         | Damon Hill            | Williams-Renault   | 1:16,058   | 02    |
| 03                                                                         | Jean Alesi            | Benetton-Renault   | 1:16,310   | 03    |
| 04                                                                         | Gerhard Berger        | Benetton-Renault   | 1:16,592   | 04    |
| 05                                                                         | Mika Häkkinen         | McLaren-Mercedes   | 1:16,634   | 05    |
| 06                                                                         | Jacques Villeneuve    | Williams-Renault   | 1:16,905   | 06    |
| 07                                                                         | David Coulthard       | McLaren-Mercedes   | 1:17,007   | 07    |
| 08                                                                         | Martin Brundle        | Jordan-Peugeot     | 1:17,187   | 08    |
| 09                                                                         | Olivier Panis         | Ligier-Mugen-Honda | 1:17,390   | 09    |
| 10                                                                         | Rubens Barrichello    | Jordan-Peugeot     | 1:17,665   | 10    |
| 11                                                                         | Pedro Diniz           | Ligier-Mugen-Honda | 1:17,676   | 11    |
| 12                                                                         | Heinz-Harald Frentzen | Sauber-Ford        | 1:17,739   | 12    |
| 13                                                                         | Mika Salo             | Tyrrell-Yamaha     | 1:18,021   | 13    |
| 14                                                                         | Ukyō Katayama         | Tyrrell-Yamaha     | 1:18,242   | 14    |
| 15                                                                         | Jos Verstappen        | Footwork-Hart      | 1:18,324   | 15    |
| 16                                                                         | Johnny Herbert        | Sauber-Ford        | 1:18,556   | 16    |
| 17                                                                         | Giancarlo Fisichella  | Minardi-Ford       | 1:18,604   | 17    |
| 18                                                                         | Pedro Lamy            | Minardi-Ford       | 1:19,210   | 18    |
| 19                                                                         | Ricardo Rosset        | Footwork-Hart      | 1:19,242   | 19    |
| 20                                                                         | Luca Badoer           | Forti-Ford         | 1:20,562   | 20    |
| 21                                                                         | Andrea Montermini     | Forti-Ford         | 1:20,647   | 21    |
| 107-Prozent-Zeit: 1:26,733 min (bezogen auf die Bestzeit von 1:21,059 min) |                       |                    |            |       |
| 22                                                                         | Eddie Irvine          | Ferrari            | keine Zeit | 22    |

Anmerkungen
1. ↑  Irvine hatte sich als 10. qualifiziert, aber alle seine Qualifikationszeiten wurden gestrichen und er wurde ans Ende der Startaufstellung zurückgestuft, nachdem sich herausstellte, dass einer der Luftabweiser an seinem Ferrari zu hoch war

### Rennen
| Pos. | Fahrer                | Konstrukteur       | Runden | Stopps | Zeit        | Start | Schnellste Runde |
| ---- | --------------------- | ------------------ | ------ | ------ | ----------- | ----- | ---------------- |
| 01   | Damon Hill            | Williams-Renault   | 72     | 2      | 1:36:28,795 | 02    | 1:18,938 (57.)   |
| 02   | Jacques Villeneuve    | Williams-Renault   | 72     | 2      | + 8,127     | 06    | 1:18,610 (48.)   |
| 03   | Jean Alesi            | Benetton-Renault   | 72     | 2      | + 46,442    | 03    | 1:19,378 (27.)   |
| 04   | Gerhard Berger        | Benetton-Renault   | 72     | 2      | + 46,859    | 04    | 1:19,206 (48.)   |
| 05   | Mika Häkkinen         | McLaren-Mercedes   | 72     | 2      | + 1:02,774  | 05    | 1:19,632 (59.)   |
| 06   | David Coulthard       | McLaren-Mercedes   | 71     | 2      | + 1 Runde   | 07    | 1:19,968 (27.)   |
| 07   | Olivier Panis         | Ligier-Mugen-Honda | 71     | 3      | + 1 Runde   | 09    | 1:18,712 (38.)   |
| 08   | Martin Brundle        | Jordan-Peugeot     | 71     | 2      | + 1 Runde   | 08    | 1:20,414 (51.)   |
| 09   | Rubens Barrichello    | Jordan-Peugeot     | 71     | 2      | + 1 Runde   | 10    | 1:20,134 (48.)   |
| 10   | Mika Salo             | Tyrrell-Yamaha     | 70     | 2      | + 2 Runden  | 13    | 1:20,710 (48.)   |
| 11   | Ricardo Rosset        | Footwork-Hart      | 69     | 2      | + 3 Runden  | 19    | 1:22,095 (18.)   |
| 12   | Pedro Lamy            | Minardi-Ford       | 69     | 2      | + 3 Runden  | 18    | 1:22,842 (07.)   |
| –    | Heinz-Harald Frentzen | Sauber-Ford        | 56     | 2      | DNF         | 12    | 1:21,273 (29.)   |
| –    | Ukyō Katayama         | Tyrrell-Yamaha     | 33     | 1      | DNF         | 14    | 1:20,989 (27.)   |
| –    | Luca Badoer           | Forti-Ford         | 29     | 1      | DNF         | 20    | 1:22,258 (09.)   |
| –    | Pedro Diniz           | Ligier-Mugen-Honda | 28     | 0      | DNF         | 11    | 1:20,997 (07.)   |
| –    | Jos Verstappen        | Footwork-Hart      | 10     | 0      | DNF         | 15    | 1:21,461 (09.)   |
| –    | Eddie Irvine          | Ferrari            | 5      | 0      | DNF         | 22    | 1:21,824 (04.)   |
| –    | Giancarlo Fisichella  | Minardi-Ford       | 2      | 0      | DNF         | 17    | 1:23,448 (02.)   |
| –    | Andrea Montermini     | Forti-Ford         | 2      | 0      | DNF         | 21    | 1:24,818 (02.)   |
| DNS  | Michael Schumacher    | Ferrari            | –      | –      | –           | 01    | –                |
| DSQ  | Johnny Herbert        | Sauber-Ford        | 70     | 2      | + 2 Runden  | 16    | 1:21,262 (38.)   |

Anmerkungen
1. ↑  Schumacher konnte aufgrund eines Motorschadens während der Einführungsrunde nicht am Rennen teilnehmen.
2. ↑  Herbert wurde nachträglich aufgrund eines zu großen vorderen Abweisers disqualifiziert.

## WM-Stände nach dem Rennen
Die ersten sechs des Rennens bekamen 10, 6, 4, 3, 2 bzw. 1 Punkt(e).

### Fahrerwertung
| Pos. | Fahrer                | Konstrukteur       | Punkte |
| ---- | --------------------- | ------------------ | ------ |
| 01   | Damon Hill            | Williams-Renault   | 63     |
| 02   | Jacques Villeneuve    | Williams-Renault   | 38     |
| 03   | Michael Schumacher    | Ferrari            | 26     |
| 04   | Jean Alesi            | Benetton-Renault   | 25     |
| 05   | David Coulthard       | McLaren-Mercedes   | 14     |
| 06   | Mika Häkkinen         | McLaren-Mercedes   | 12     |
| 07   | Olivier Panis         | Ligier-Mugen-Honda | 11     |
| 08   | Gerhard Berger        | Benetton-Renault   | 10     |
| 09   | Eddie Irvine          | Ferrari            | 9      |
| 10   | Rubens Barrichello    | Jordan-Peugeot     | 7      |
| 11   | Heinz-Harald Frentzen | Sauber-Ford        | 6      |
| 12   | Mika Salo             | Tyrrell-Yamaha     | 5      |

| Pos. | Fahrer               | Konstrukteur       | Punkte |
| ---- | -------------------- | ------------------ | ------ |
| 13   | Johnny Herbert       | Sauber-Ford        | 4      |
| 14   | Martin Brundle       | Jordan-Peugeot     | 2      |
| 15   | Pedro Diniz          | Ligier-Mugen-Honda | 1      |
| 16   | Jos Verstappen       | Footwork-Hart      | 1      |
| 21   | Giancarlo Fisichella | Minardi-Ford       | 0      |
| 19   | Pedro Lamy           | Minardi-Ford       | 0      |
| 17   | Ricardo Rosset       | Footwork-Hart      | 0      |
| 18   | Ukyō Katayama        | Tyrrell-Yamaha     | 0      |
| 20   | Luca Badoer          | Forti-Ford         | 0      |
| 22   | Andrea Montermini    | Forti-Ford         | 0      |
| –    | Tarso Marques        | Minardi-Ford       | 0      |

### Konstrukteurswertung
| Pos. | Konstrukteur       | Punkte |
| ---- | ------------------ | ------ |
| 01   | Williams-Renault   | 101    |
| 02   | Ferrari            | 35     |
| 03   | Benetton-Renault   | 35     |
| 04   | McLaren-Mercedes   | 26     |
| 05   | Ligier-Mugen-Honda | 12     |
| 06   | Sauber-Ford        | 10     |

| Pos. | Konstrukteur   | Punkte |
| ---- | -------------- | ------ |
| 07   | Jordan-Peugeot | 9      |
| 08   | Tyrrell-Yamaha | 5      |
| 09   | Footwork-Hart  | 1      |
| 10   | Minardi-Ford   | 0      |
| 11   | Forti-Ford     | 0      |